# 鎖戰
《鎖戰》（英語：The Locksmith）是2023年马来西亚和香港合拍的懸疑剧情片，由吴培吉執導，姜皓文、高海宁、许紹雄、黃浩然、黄诗棋及陈沛江主演的马港電影。

## 劇情簡介
一宗離奇失蹤案，讓山叔（許紹雄飾）痛失了愛妻山嫂，也讓張以靜（高海寧飾）自小沒了母愛。山叔本是一名鎖匠，經營一家名為《誠信》的鎖店，卻因為這場意外失智了。他隨後收了一位愛徒程浩仁（姜皓文飾）。阿仁接班了山叔的好手藝，精通開鎖，甚至青出於藍。正因為他的這一手好功夫，經常被警察找去幫忙開鎖的他也因此和警探劉業信（黃浩然飾）變成了好友。至今阿仁從未遇見他開不了的鎖。一直到有一次的開鎖工作中，他碰見了多年沒見的老友李全凱（陳沛江飾）。自此，接二連三的怪事陸續發生，阿仁在回家途中無意間聽見新搬來的鄰居關小姐（黃詩棋飾）吹起了耳熟能詳的口琴旋律。不曾見過關小姐的阿仁開始對關小姐產生好奇並偷偷監視著她。與此同時透過以靜，得知當年山嫂的撲索迷離案，並不單純，極有可能與關小姐的出現有關。結果阿仁又在某次的開鎖工作中撞見了一宗謀殺案，因而被劉sir視為頭號嫌疑犯。
究竟阿仁在隱藏著什麼？阿仁是不是遇見了一把他怎麼樣都解不開的鎖？那首不寒而慄的口琴旋律，阿凱的出現，山嫂的死，這把打不開的鎖到底背後捲入了多少人？警探劉sir有沒有機會幫助自己的好友擺脫嫌疑？難道每個人心中真有一把鎖，每一道門的背後都有許許多多未知的故事在等著我們......

## 角色
| 演員   | 角色   | 備註                                           |
| 姜皓文 | 程浩仁 | 锁匠，精通开锁 山叔的爱徒                      |
| 高海宁 | 張以静 | 山叔的女儿 自小没了母亲                        |
| 许紹雄 | 山叔   | 锁匠 年轻时失去了爱妻，后来失智 经营锁店“诚信” |
| 黃浩然 | 刘业信 | 警察 阿仁的好朋友 对张以静情有独钟             |
| 黄诗棋 | 关小姐 | 阿仁的邻居                                     |
| 陈沛江 | 李全凯 | 阿仁的老友                                     |
| 郭晓东 | 阿东   | 警察 刘sir工作的好伙伴                         |
| 林星潼 | 阿潼   | 警察 刘sir工作的好伙伴                         |
| 陈诗珑 |        | 特别介绍                                       |
| 谢再记 |        | 特别演出                                       |
| 杨顺兴 |        | 友情客串                                       |

## 電影宣傳
| 編號 | 宣傳日期       | 舉行地點   | 出席者                                    |
| ---- | -------------- | ---------- | ----------------------------------------- |
| 01   | 2023年11月10日 | 沙巴       | 姜皓文 郭晓东                             |
| 02   | 2023年11月12日 | 槟城       | 姜皓文 黃浩然                             |
| 03   | 2023年11月13日 | 槟城       | 姜皓文 高海宁 黄浩然 黄诗棋 郭晓东 陈诗珑 |
| 04   | 2023年11月14日 | 吉隆坡     | 姜皓文 高海宁 黄浩然 郭晓东 陈诗珑        |
| 05   | 2023年11月15日 | 吉隆坡     | 姜皓文 高海宁 黄浩然 郭晓东 陈诗珑        |
| 06   | 2023年11月16日 | 砂拉越古晋 | 姜皓文 高海宁 黄浩然                      |
| 07   | 2023年11月17日 | 新加坡     | 姜浩文 黄浩然                             |
| 08   | 2023年11月18日 | 柔佛       | 姜皓文 黄浩然                             |
| 09   | 2023年11月18日 | 吉隆坡     | 姜皓文 黄浩然                             |
| 10   | 2023年11月19日 | 怡保       | 姜皓文                                    |
| 11   | 2023年11月19日 | 槟城       | 姜皓文                                    |
| 12   | 2023年11月25日 | 槟城       | 姜皓文                                    |
| 13   | 2023年11月26日 | 槟城       | 姜皓文                                    |

## 发行
2023年10月16日，官方发布电影正式海报及预告片，并宣布将于11月16日于马来西亚及文莱同步上映。
2023年11月19日，MM2娱乐官方发布新加坡版预告片，并宣布电影将于11月23日上映。

## 分级
| 地区     | 分级 | 定义                                                     |
| -------- | ---- | -------------------------------------------------------- |
| 马来西亚 | 13   | 适合13岁以上人士观看，轻微暴力，些许粗言秽语及惊悚画面。 |
| 新加坡   | NC16 | 16岁以下禁止购买与入场。                                 |

## 票房
马来西亚
电影于11月16日全马上映，上映2天票房突破30万令吉。上映4天票房突破66万令吉。2023年11月26日，电影上映10天突破100令吉，成为疫情后票房最快突破100万的本地非贺岁中文电影。

## 未来
姜皓文表示据悉导演已在构思《锁战2》剧本。

## 注解
1. ↑  青年级

## 外部連結
- 鎖戰的Facebook專頁
- 香港影庫上《鎖戰》的資料（繁體中文）
- 豆瓣电影上《鎖戰》的資料 （简体中文）